# Antoni Gaudí

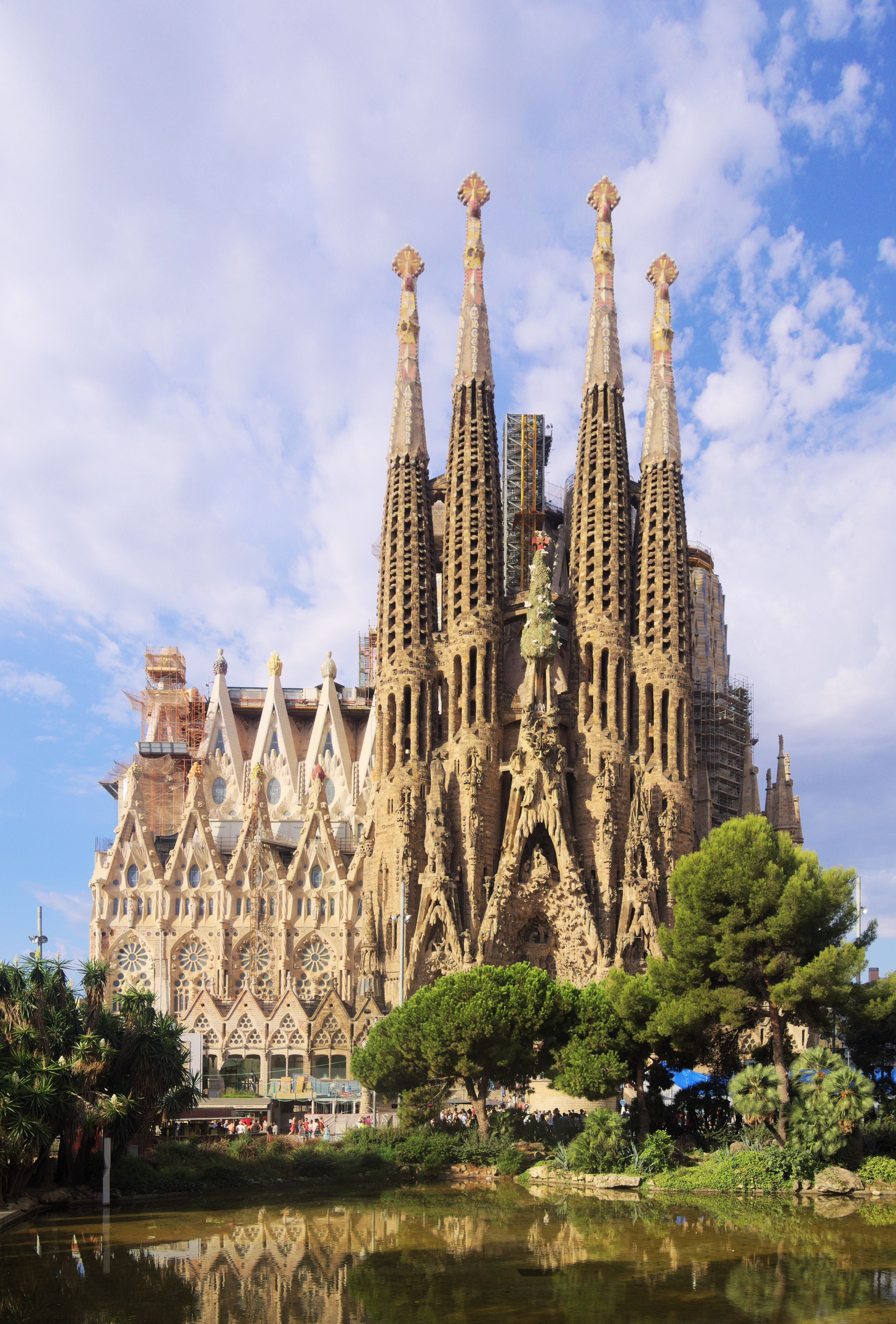
Sagrada Familia, Barcelona

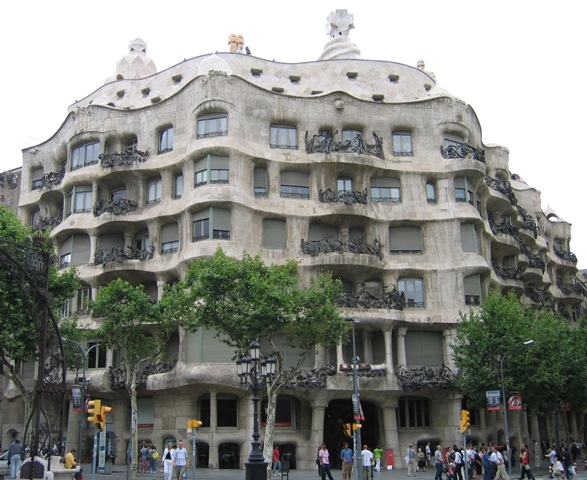
Casa Milà

Antoni Plàcid Guillem Gaudí i Cornet, känd som Antoni Gaudí, född 25 juni 1852 i Reus i Tarragona-provinsen i Katalonien, död 10 juni 1926 i Barcelona, var en katalansk (spansk) arkitekt. Han var en ledande företrädare inom den lokala jugendvarianten modernisme. Några av hans mest kända verk är Sagrada Família, Parc Güell och Casa Batlló.

## Biografi

### Uppväxt
Gaudí var son till en kopparsmed i Tarragona-provinsen i Katalonien. Födelseort är antingen Reus eller Riudoms, två orter 5 km från varandra. 1870 flyttade han till Barcelona, där han gick i yrkesskola, först vid konstskolan Ecola de la Llotja och sedan vid Escola Superior d'Arquitectura. 

### Karriär
Yrkeskarriären som arkitekt inledde Gaudí i nygotisk, morisk, orientaliserande stil. Med tiden utvecklade han dock en sensuell, organisk stil med expressionistiska och surrealistiska drag. Han bidrog även till skapandet av trencadís-tekniken.
Gaudí influerades av Viollet-le-Ducs skrifter, men där denne försökte förena den gotiska konstruktionsprincipen med det nya industrimaterialet stål strävade Gaudí snarare mot hantverket. Han höll fast vid tegel och sten som synliga byggmaterial men förordade diagonala stödbalkar och trädformade balkarrangemang i stället för gotikens parallellogramschema. Den barocka asymmetriska balans som Gaudí eftersträvade såg han i de klassiska grekiska statyernas kontrapost; han talade därför även om sina verk som "grekiska". Flera av hans hus har dock bärande balkverk av stål, och han utnyttjade gärna moderniteter som hiss.
Jugend kallas för modernisme i hela Katalonien. Emellertid utvecklades jugendstilen nästan uteslutande i regionens huvudort Barcelona. Den våg av katalansk nationalism som svepte över Katalonien på 1880- och 1890-talen gjorde att katalanerna med stor aptit tog för sig av den nya europeiska kultur som växte fram: impressionism, Wagner, Ibsen, Nietzsche och senare modernismen. Gaudí utsågs snabbt till ledare för den nya spanska jugendrörelsen, men han förblev utstött och trogen sina egna idéer intill slutet. I jämförelse med andra samtida arkitekter som Sullivan och Wright framstår hans egenart mycket tydligt.
Enligt Julius Posener finns inga byggnadsritningar från Gaudís hand, endast modeller. Dessa modeller kunde vara resultatet av mycket avancerade konstruktiva beräkningar utförda med rep, hängande vikter och roterande träkonstruktioner. Arkitekten/konstruktören Mark Burry kunde nyligen med hjälp av avancerad CAD-teknik avsedd för aeronautiska konstruktioner visa att La Sagrada Família rymmer både hyperbolisk geometri och interpolerade geometriska figurer. Gaudí använde denna geometri för att ge sin katolska tro trovärdig gestaltning; groteskerier, fantasterier och barock överdådighet skulle bekräfta trons sanningshalt.

### Död

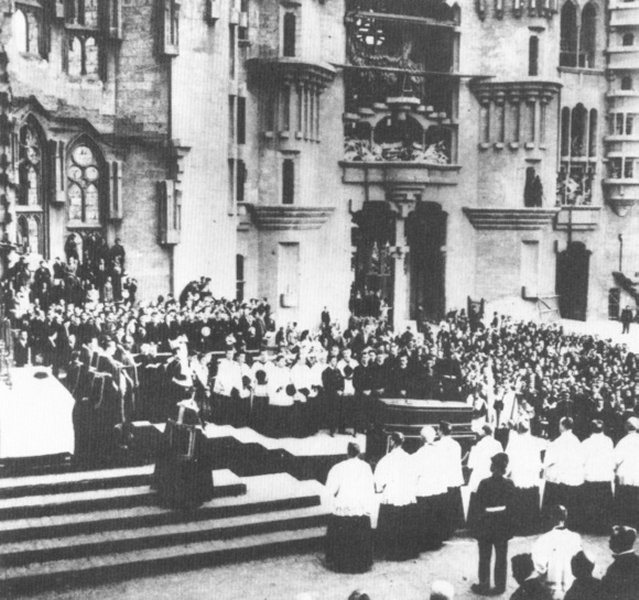
Antoni Gaudís begravning 1926.

Gaudí dog 73 år gammal, överkörd av en spårvagn. Han hade då helt dragit sig undan offentligheten och var så illa klädd att ingen längre kände igen honom. En taxichaufför vägrade köra vagabonden till sjukhus, och hans lik hittades till slut på ett sjukhus för fattiga. Vid begravningen följde halva Barcelona[källa behövs] den populäre arkitekten till sista vilan.

## Eftermäle
Asteroiden 10185 Gaudi är uppkallad efter honom.

## Byggnadsverk
- Palau Güell, Barcelona, Katalonien, 1886–1888
- Casa Batlló, Barcelona, Katalonien, 1904–1906
- Casa Milà, Barcelona, Katalonien. 1905–1910
- Parc Güell, Barcelona, 1900–1914
- Casa Vicens, Barcelona, Katalonien, 1883-1889
- Colònia Güell, utanför Barcelona, Katalonien, 1898, 1908–1915
- Sagrada Família, Barcelona, Katalonien, 1882–2026 (beräkning)
- Casa Botines, León, Spanien, 1891–?
- Palacio Episcopal, Astorga, Spanien, 1889–1993

## Bildgalleri

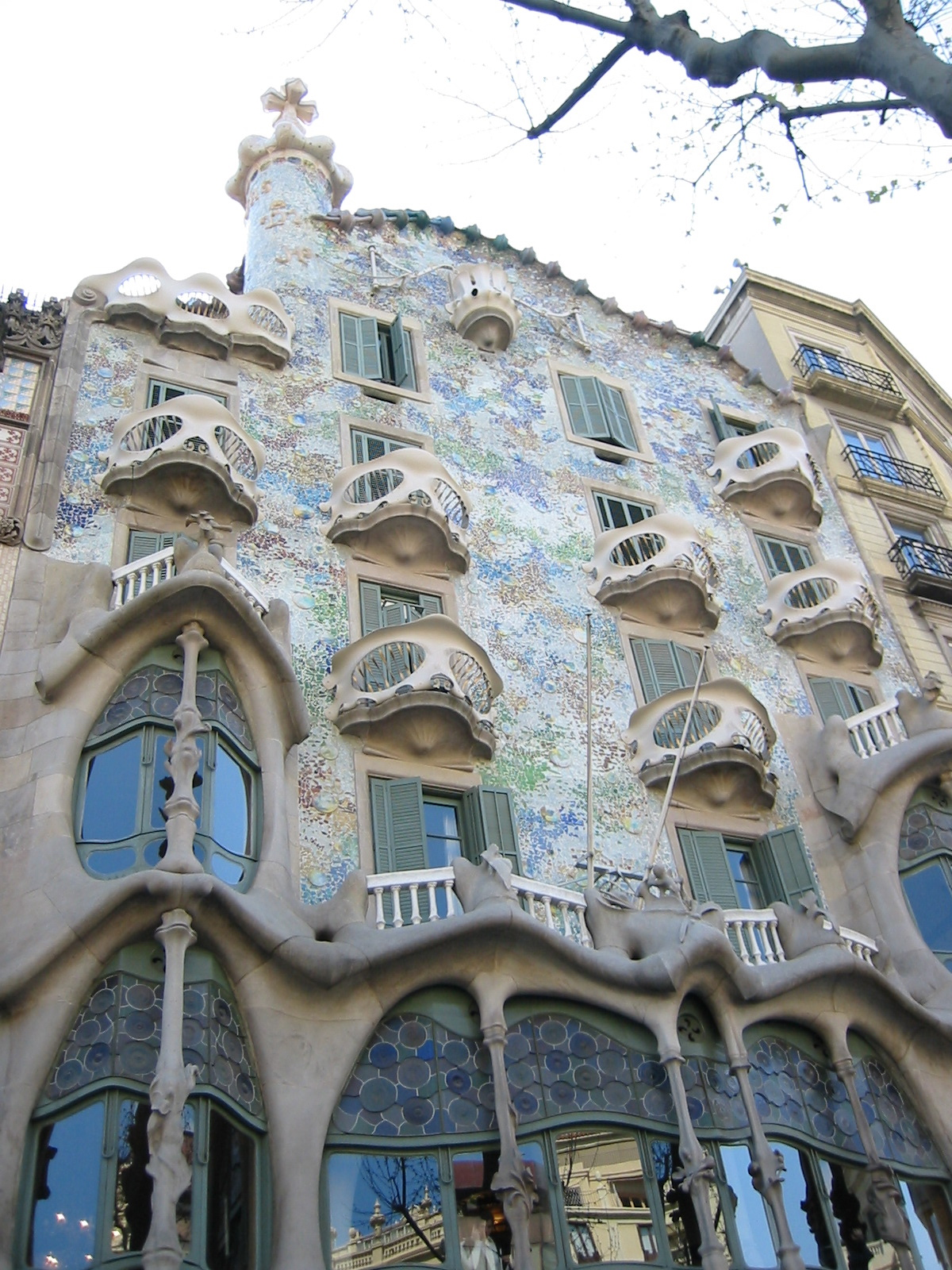
Casa Batllò
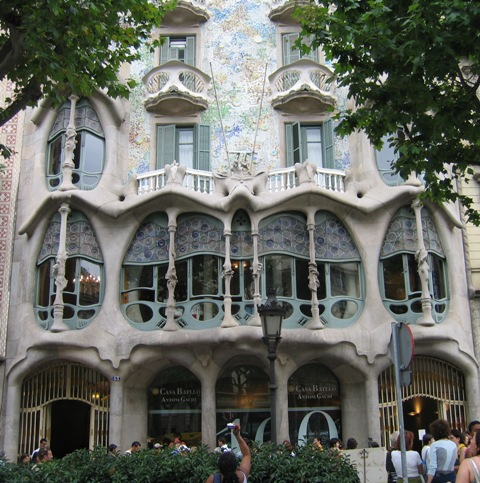
Casa Batllò
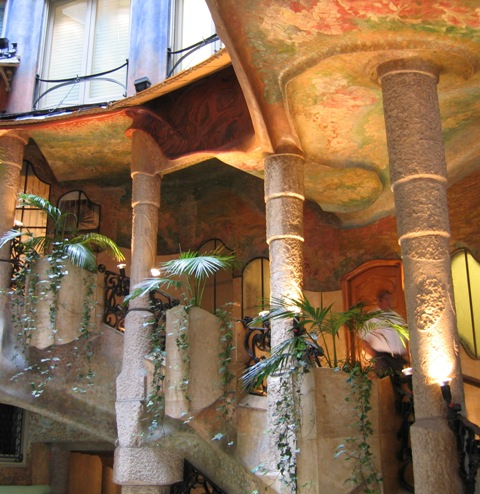
Casa Batllò, Interiör
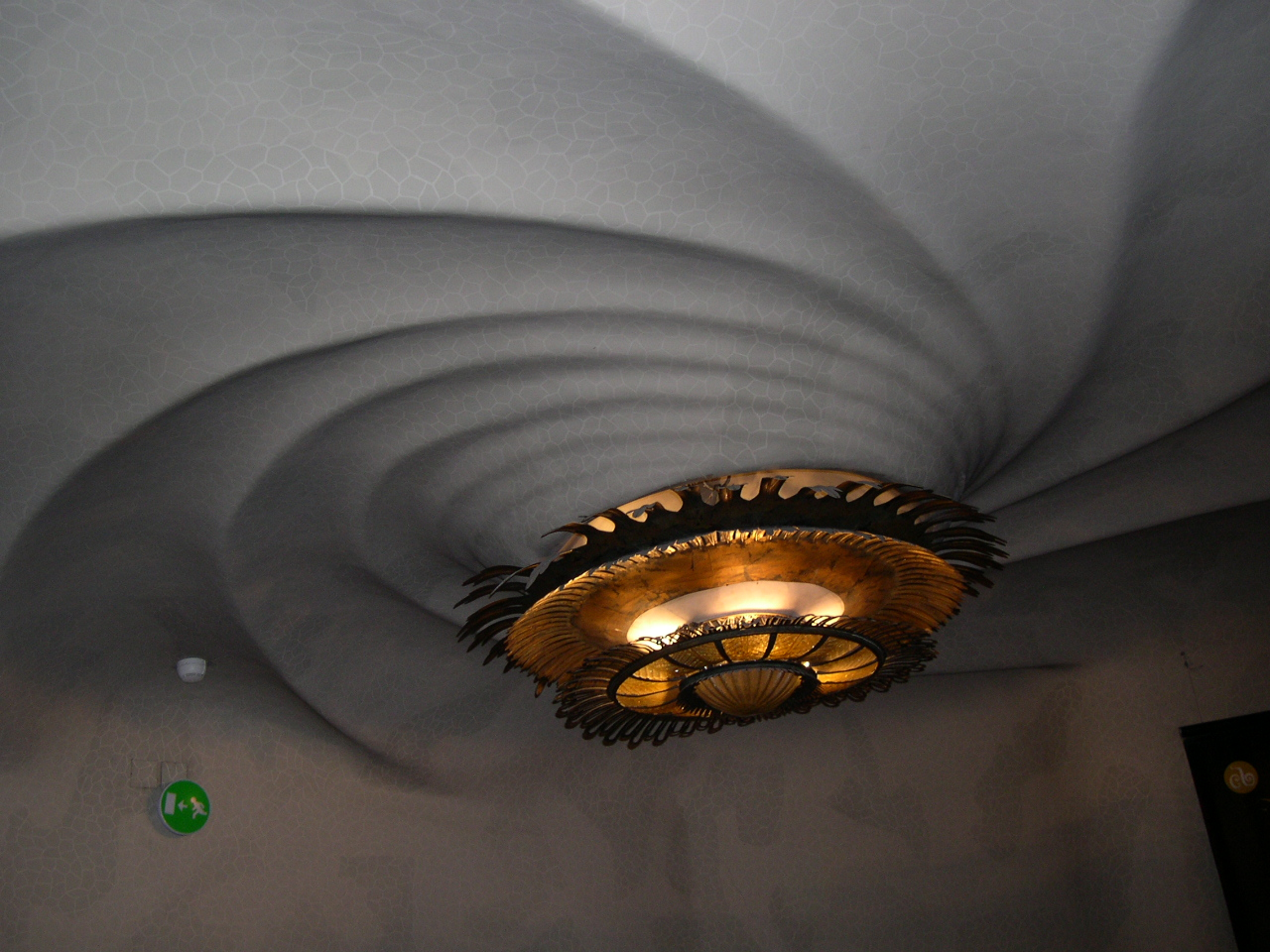
Casa Batllò, Byggdetalj: Lampa
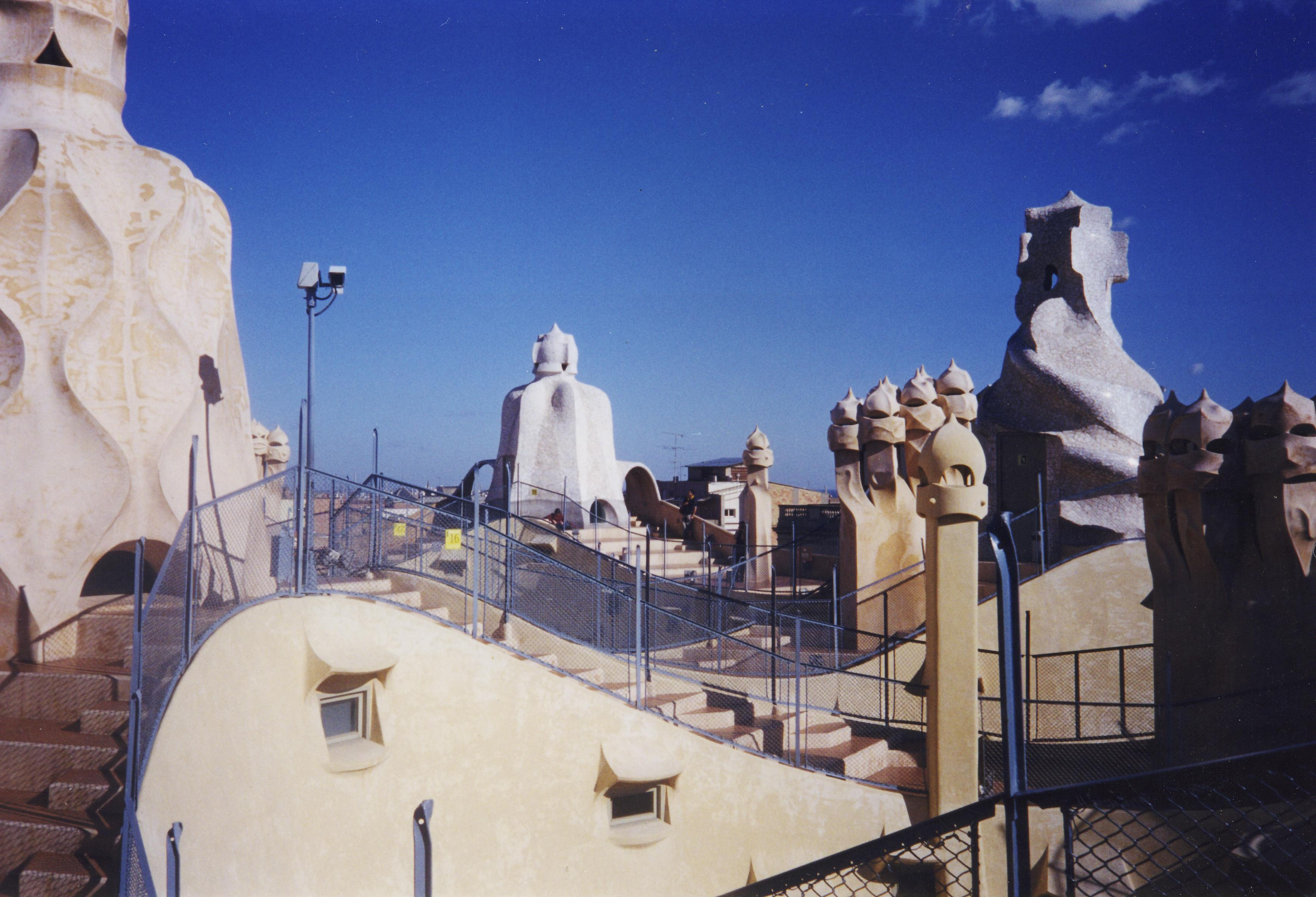
Casa Milàs tak
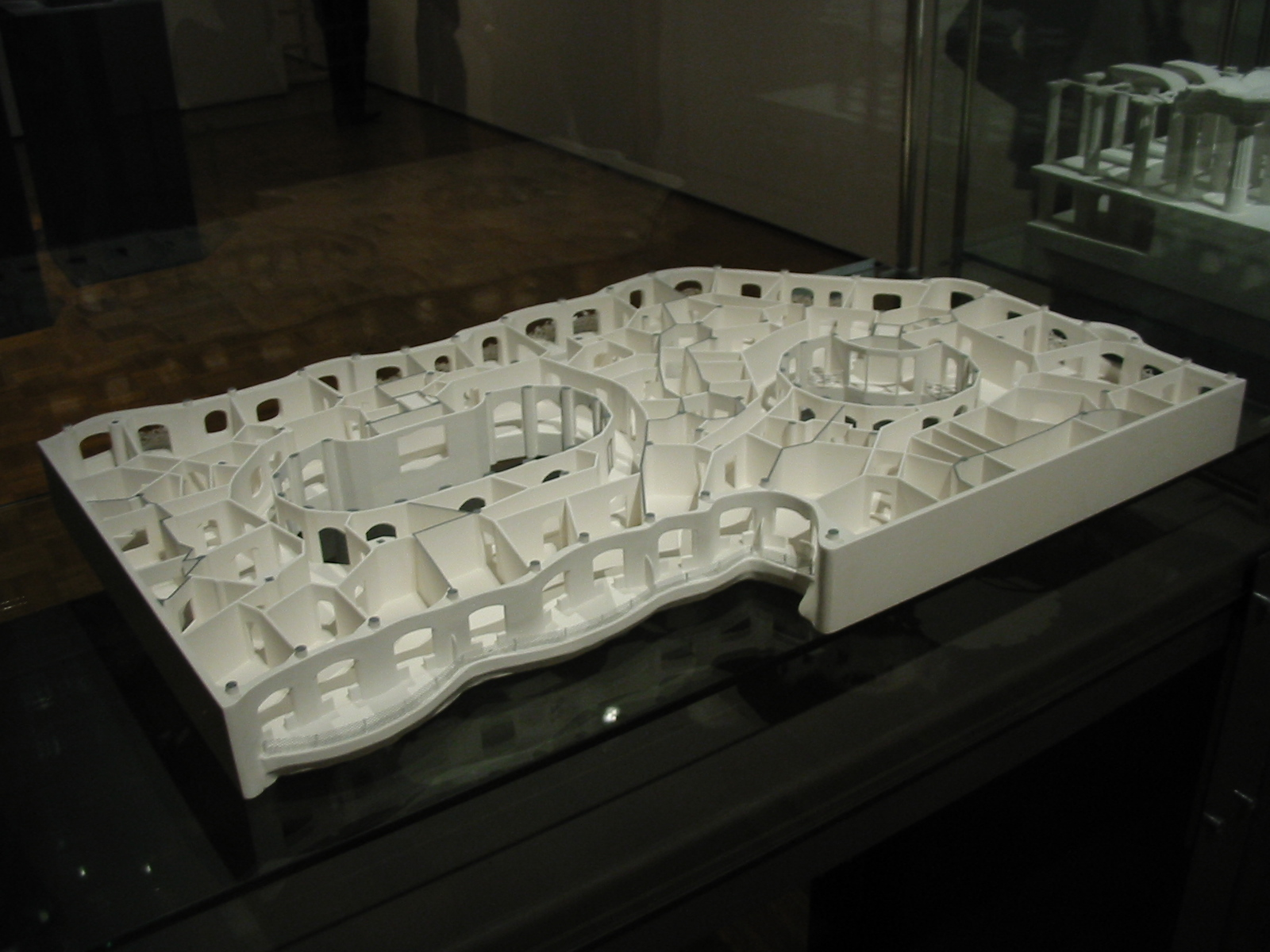
Modell över ett våningsplan i Casa Milà
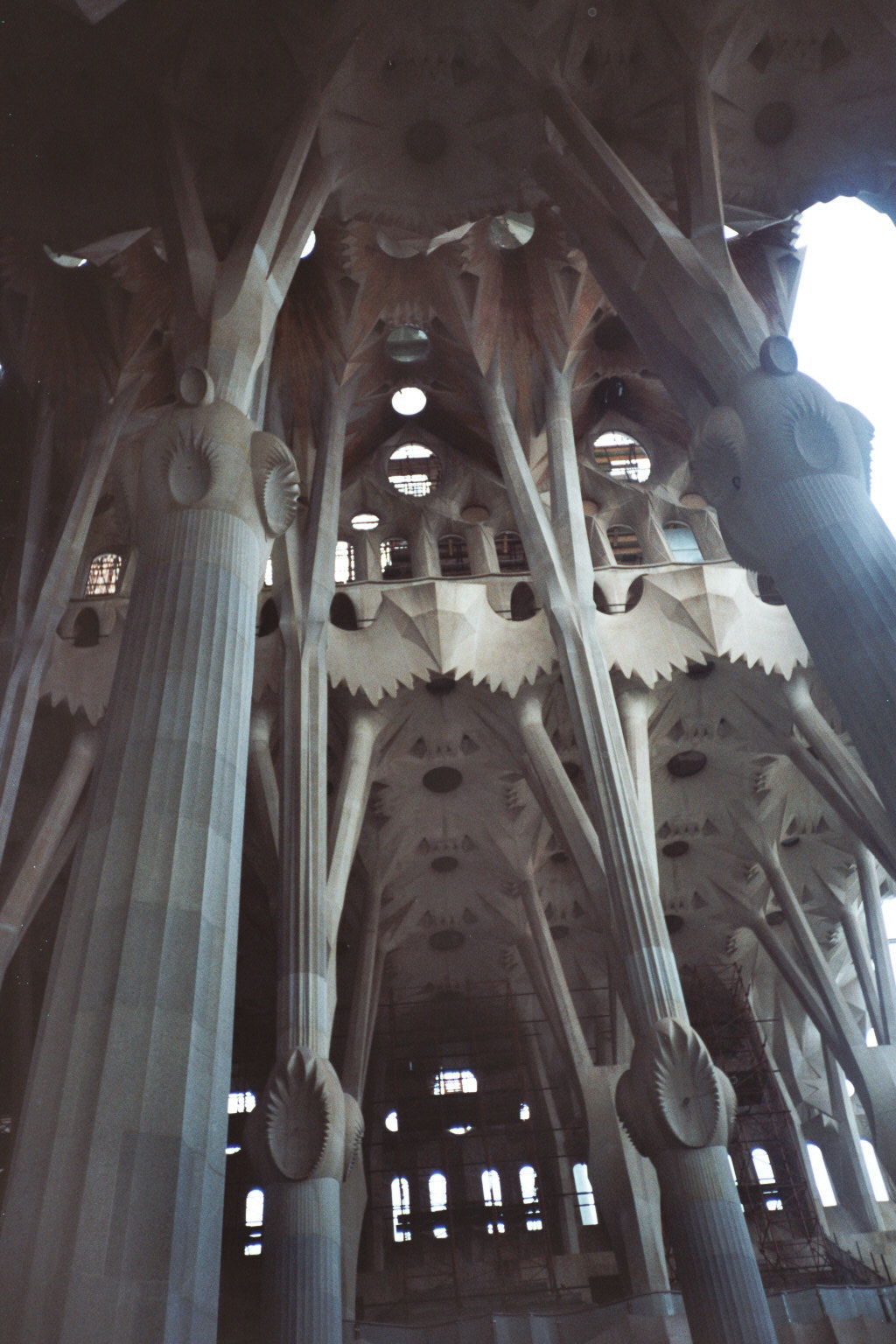
Sagrada Familia, Interiör